# Rugge (Avelgem)
Rugge ook wel Waterhoek genoemd, is een gehucht in het oosten van de Belgische gemeente Avelgem. Ten zuiden van Rugge loopt de Schelde. De eerste brug over deze stroom kwam er pas in 1906, in opvolging van een veerpont.

## Geschiedenis
De Gentse Sint-Pietersabdij bezat reeds in 821 een hoeve in de nederzetting villa Rucga. De abdij had er ook de heerlijkheid Ter Muncken tot in 1491. Later kwam er een - ondertussen verdwenen - steenbakkerij die er de Scheldeklei verwerkte.
Het gehucht staat op de Ferrariskaart uit de jaren 1770 als aangeduid als "Rugge".
In de jaren 50 kreeg de woonkern zijn eigen kerkje, dat echter alleen werd gebruikt voor misvieringen. Het kwam in onbruik eind jaren 90 en doet sinds april 2011 - na verbouwing - dienst als schoolgebouw.

## Brug
De aanleg van de Scheldebrug en de gewijzigde invloed op de mens ervan, was voor Stijn Streuvels de aanleiding tot het schrijven van zijn boek De teleurgang van de Waterhoek. Dit werk kwam er in 1927 en kreeg in 1971 een vervolg met de film Mira. Vandaar dat de wijk ook dikwijls de naam Waterhoek meekreeg.
De brug over de Schelde werd zowel tijdens de Eerste als Tweede Wereldoorlog vernield. De huidige overspanning dateert van 1952. Goed zichtbaar in het landschap zijn de oude en afgesneden stukjes Schelde, die nu gebruikt worden door amateurvissers.

## Nabijgelegen kernen
Avelgem, Ruien, Waarmaarde
Deelgemeenten: Avelgem · Bossuit · Kerkhove · Outrijve · Waarmaarde

Gehuchten: Rugge

Belgische gemeenten · Arrondissement Kortrijk · West-Vlaanderen · Vlaanderen